# Gare de Müllheim
Ne pas confondre avec la gare de Müllheim - Wigoltingen, dans le canton de Thurgovie en Suisse.
La gare de Müllheim (en allemand:Bahnhof Müllheim) est une gare ferroviaire de la ville allemande de Müllheim (land de Bade-Wurtemberg).

## Situation ferroviaire
La gare est située au point kilométrique (PK) 237,3 de la Ligne de Mannheim à Bâle entre les deux grandes villes de Fribourg-en-Brisgau et Bâle.
Elle est également au départ de la ligne à voie unique vers Neuenburg am Rhein, ville frontalière. Au-delà du Rhin, la ligne se poursuit vers Mulhouse.

## Histoire
L'ouverture de la section de la Rheintalbahn entre Fribourg et Müllheim a eu lieu le 1er juin 1847.
En décembre 2012, réouverture de la liaison quotidienne régulière vers Mulhouse.
De 1896 à 1955, la gare était l'origine de la ligne à voie métrique entre Müllheim et Badenweiler.

## Service des voyageurs

### Desserte
Réseau de la DB : RegionalBahn.